# جيريمي تشين
جيريمي تشيّن هو لاعب اللاكروس كندي، ولد في 10 يوليو 1980 في كالغاري في كندا.

## وصلات خارجية
- جيريمي تشيّن على موقع EliteProspects.com (الإنجليزية)